# Tsipikan
Le Tsipikan (en russe : Ципикан) est une rivière de Russie qui coule en république autonome de Bouriatie en Sibérie orientale. C'est un affluent de la Tsipa en rive droite, donc un sous-affluent de la Léna par la Tsipa puis par le Vitim.

## Géographie
Le Tsipikan a une longueur de 329 kilomètres. Son bassin versant a une superficie de 6 710 km2 (surface de taille comparable à celle des départements français du Pas-de-Calais ou de la Drôme, ou encore à celle du canton suisse des Grisons). Son débit moyen à l'embouchure est de 40 m3/s. 
Le Tsipikan prend naissance sur le flanc est du massif montagneux des monts Ikat (altitude maximale de 2 500 m) qui fait partie du système des monts Stanovoï. Peu après sa naissance, la rivière prend la direction du nord-est et coule alors sur le plateau de Vitim, parallèlement - au sud-ouest - à la Tsipa supérieure. En fin de parcours, elle effectue un coude brusque vers le nord. Elle conflue avec la Tsipa, au niveau du lac Baount, à une altitude de 1 059 mètres, au terme d'un parcours très méandreux.

## Hydrométrie - Les débits mensuels à Tsipikan
Le Tsipikan est une rivière assez abondante. Son débit a été observé pendant 31 ans (de 1960 à 1990) à Tsipikan, petite localité située à quelque 87 kilomètres de sa confluence avec la Tsipa et à 1 086 mètres d'altitude. 
Le débit annuel moyen ou module observé à Tsipikan était de 36,9 m3/s pour une surface drainée de 5 990 km2, soit 90 % de la totalité du bassin versant de la rivière. La lame d'eau d'écoulement annuel dans le bassin se montait de ce fait à 194 millimètres, ce qui doit être considéré moyennement élevé.
La rivière est alimentée avant tout par les précipitations abondantes de l'été. Son régime est de ce fait pluvial. 
Les hautes eaux se déroulent du printemps à la fin de l'été, du mois de juin au mois de septembre avec un sommet en juillet, ce qui correspond aux maxima des pluies estivales. Aux mois d'octobre, le débit de la rivière s'effondre, ce qui constitue l'entrée en période des basses eaux. Celle-ci a lieu d'octobre à avril et correspond à l'intense hiver sibérien. 
Le débit moyen mensuel observé en février-mars (minimum d'étiage) est de 0,00 m3/s, avec arrêt total de l'écoulement, tandis que le débit moyen du mois de juillet se monte à 135 m3/s), ce qui souligne l'amplitude extrêmement élevée des variations saisonnières. Sur la durée d'observation de 31 ans, le débit mensuel maximal s'est élevé à 453 m3/s en juillet 1973. En ce qui concerne la période libre de glace (de juin à septembre inclus), toujours sur cette période de 31 ans, le débit minimal observé a été de 6,54 m3/s en septembre 1972, niveau franchement réduit qui traduit l'existence d'importantes faiblesses de débit en période estivale également.  